# World Series
La World Series, nota anche come Fall Classic, costituisce la fase finale del campionato professionistico americano di baseball, che si svolge annualmente dal 1903 per decretare la squadra campione della Major League Baseball (MLB).
La World Series mette di fronte la compagine vincitrice della National League e quella dell'American League, le quali si sfidano in una serie al meglio delle sette partite (vince chi arriva prima a quattro vittorie) tra i mesi di ottobre e novembre. I New York Yankees sono la squadra con il maggior numero di vittorie (27), l'ultima delle quali è stata ottenuta nella stagione 2009.

## Formato
Al termine delle 162 partite della stagione regolare, accedono ai play-off le tre squadre con il miglior record in ciascuna divisione delle due leghe, American League e National League, più la squadra con il miglior record tra le tre seconde classificate, detta wild card. Dal 2012 le wild card sono 2 per Lega e si disputano la possibilità di essere la 4ª semifinalista di Lega in una partita unica. In ciascuna lega, la squadra con il miglior record assoluto gioca quindi le prime 2 partite della serie di semifinale (al meglio delle 5 partite) sul proprio campo, contro la squadra wild card, mentre la squadra con il secondo record assoluto ospita la terza. Nelle 2 partite successive si inverte il fattore campo, e se necessario si torna sul campo delle due squadre con il miglior record per la decisiva gara 5. La squadra che ottiene per prima 3 vittorie passa alla finale di lega, al meglio delle 7 partite, dove la serie di incontri segue la formula 2-3-2, con il vantaggio del fattore campo che spetta a chi ha il miglior record tra le 2 finaliste.
Le due squadre vincitrici delle rispettive leghe si fregiano della conquista del pennant e si affrontano quindi nella World Series, con identica successione di gare 2-3-2. Dall'edizione del 2003 a quella del 2016, il vantaggio del fattore campo spettava alla squadra la cui rispettiva lega si è imposta nell'MLB All-Star Game di metà stagione. Dal 2017 in poi, invece, ad avere il fattore campo è la squadra con il miglior record in regular season.

## Albo d'oro
| Stagione | Vincitore (numero vittorie) | Risultato     | Finalista              |
| -------- | --------------------------- | ------------- | ---------------------- |
| 1903     | Boston Americans            | 5 - 3         | Pittsburgh Pirates     |
| 1904     | Non disputate               | Non disputate | Non disputate          |
| 1905     | New York Giants             | 4 - 1         | Philadelphia Athletics |
| 1906     | Chicago White Sox           | 4 - 2         | Chicago Cubs           |
| 1907     | Chicago Cubs                | 4 - 0 - 1     | Detroit Tigers         |
| 1908     | Chicago Cubs (2)            | 4 - 1         | Detroit Tigers         |
| 1909     | Pittsburgh Pirates          | 4 - 3         | Detroit Tigers         |
| 1910     | Philadelphia Athletics      | 4 - 1         | Chicago Cubs           |
| 1911     | Philadelphia Athletics (2)  | 4 - 2         | New York Giants        |
| 1912     | Boston Red Sox (2)          | 4 - 3 - 1     | New York Giants        |
| 1913     | Philadelphia Athletics (3)  | 4 - 1         | New York Giants        |
| 1914     | Boston Braves               | 4 - 0         | Philadelphia Athletics |
| 1915     | Boston Red Sox (3)          | 4 - 1         | Philadelphia Phillies  |
| 1916     | Boston Red Sox (4)          | 4 - 1         | Brooklyn Robins        |
| 1917     | Chicago White Sox (2)       | 4 - 2         | New York Giants        |
| 1918     | Boston Red Sox (5)          | 4 - 2         | Chicago Cubs           |
| 1919     | Cincinnati Reds             | 5 - 3         | Chicago White Sox      |
| 1920     | Cleveland Indians           | 5 - 2         | Brooklyn Robins        |
| 1921     | New York Giants (2)         | 5 - 3         | New York Yankees       |
| 1922     | New York Giants (3)         | 4 - 0 - 1     | New York Yankees       |
| 1923     | New York Yankees            | 4 - 2         | New York Giants        |
| 1924     | Washington Senators         | 4 - 3         | New York Giants        |
| 1925     | Pittsburgh Pirates (2)      | 4 - 3         | Washington Senators    |
| 1926     | St. Louis Cardinals         | 4 - 3         | New York Yankees       |
| 1927     | New York Yankees (2)        | 4 - 0         | Pittsburgh Pirates     |
| 1928     | New York Yankees (3)        | 4 - 0         | St. Louis Cardinals    |
| 1929     | Philadelphia Athletics (4)  | 4 - 1         | Chicago Cubs           |
| 1930     | Philadelphia Athletics (5)  | 4 - 2         | St. Louis Cardinals    |
| 1931     | St. Louis Cardinals (2)     | 4 - 3         | Philadelphia Athletics |
| 1932     | New York Yankees (4)        | 4 - 0         | Chicago Cubs           |
| 1933     | New York Giants (4)         | 4 - 1         | Washington Senators    |
| 1934     | St. Louis Cardinals (3)     | 4 - 3         | Detroit Tigers         |
| 1935     | Detroit Tigers              | 4 - 2         | Chicago Cubs           |
| 1936     | New York Yankees (5)        | 4 - 2         | New York Giants        |
| 1937     | New York Yankees (6)        | 4 - 1         | New York Giants        |
| 1938     | New York Yankees (7)        | 4 - 0         | Chicago Cubs           |
| 1939     | New York Yankees (8)        | 4 - 0         | Cincinnati Reds        |
| 1940     | Cincinnati Reds (2)         | 4 - 3         | Detroit Tigers         |
| 1941     | New York Yankees (9)        | 4 - 1         | Brooklyn Dodgers       |
| 1942     | St. Louis Cardinals (4)     | 4 - 1         | New York Yankees       |
| 1943     | New York Yankees (10)       | 4 - 1         | St. Louis Cardinals    |
| 1944     | St. Louis Cardinals (5)     | 4 - 2         | St. Louis Browns       |
| 1945     | Detroit Tigers (2)          | 4 - 3         | Chicago Cubs           |
| 1946     | St. Louis Cardinals (6)     | 4 - 3         | Boston Red Sox         |
| 1947     | New York Yankees (11)       | 4 - 3         | Brooklyn Dodgers       |
| 1948     | Cleveland Indians (2)       | 4 - 2         | Boston Braves          |
| 1949     | New York Yankees (12)       | 4 - 1         | Brooklyn Dodgers       |
| 1950     | New York Yankees (13)       | 4 - 0         | Philadelphia Phillies  |
| 1951     | New York Yankees (14)       | 4 - 2         | New York Giants        |
| 1952     | New York Yankees (15)       | 4 - 3         | Brooklyn Dodgers       |
| 1953     | New York Yankees (16)       | 4 - 2         | Brooklyn Dodgers       |
| 1954     | New York Giants (5)         | 4 - 0         | Cleveland Indians      |
| 1955     | Brooklyn Dodgers            | 4 - 3         | New York Yankees       |
| 1956     | New York Yankees (17)       | 4 - 3         | Brooklyn Dodgers       |
| 1957     | Milwaukee Braves (2)        | 4 - 3         | New York Yankees       |
| 1958     | New York Yankees (18)       | 4 - 3         | Milwaukee Braves       |
| 1959     | L.A. Dodgers (2)            | 4 - 2         | Chicago White Sox      |
| 1960     | Pittsburgh Pirates (3)      | 4 - 3         | New York Yankees       |
| 1961     | New York Yankees (19)       | 4 - 1         | Cincinnati Reds        |
| 1962     | New York Yankees (20)       | 4 - 3         | San Francisco Giants   |
| 1963     | L.A. Dodgers (3)            | 4 - 0         | New York Yankees       |
| 1964     | St. Louis Cardinals (7)     | 4 - 3         | New York Yankees       |
| 1965     | L.A. Dodgers (4)            | 4 - 3         | Minnesota Twins        |
| 1966     | Baltimore Orioles           | 4 - 0         | L.A. Dodgers           |
| 1967     | St. Louis Cardinals (8)     | 4 - 3         | Boston Red Sox         |
| 1968     | Detroit Tigers (3)          | 4 - 3         | St. Louis Cardinals    |
| 1969     | New York Mets               | 4 - 1         | Baltimore Orioles      |
| 1970     | Baltimore Orioles (2)       | 4 - 1         | Cincinnati Reds        |
| 1971     | Pittsburgh Pirates (4)      | 4 - 3         | Baltimore Orioles      |
| 1972     | Oakland Athletics (6)       | 4 - 3         | Cincinnati Reds        |
| 1973     | Oakland Athletics (7)       | 4 - 3         | New York Mets          |
| 1974     | Oakland Athletics (8)       | 4 - 1         | L.A. Dodgers           |
| 1975     | Cincinnati Reds (3)         | 4 - 3         | Boston Red Sox         |
| 1976     | Cincinnati Reds (4)         | 4 - 0         | New York Yankees       |
| 1977     | New York Yankees (21)       | 4 - 2         | L.A. Dodgers           |
| 1978     | New York Yankees (22)       | 4 - 2         | L.A. Dodgers           |
| 1979     | Pittsburgh Pirates (5)      | 4 - 3         | Baltimore Orioles      |
| 1980     | Philadelphia Phillies       | 4 - 2         | Kansas City Royals     |
| 1981     | L.A. Dodgers (5)            | 4 - 2         | New York Yankees       |
| 1982     | St. Louis Cardinals (9)     | 4 - 3         | Milwaukee Brewers      |
| 1983     | Baltimore Orioles (3)       | 4 - 1         | Philadelphia Phillies  |
| 1984     | Detroit Tigers (4)          | 4 - 1         | San Diego Padres       |
| 1985     | Kansas City Royals          | 4 - 3         | St. Louis Cardinals    |
| 1986     | New York Mets (2)           | 4 - 3         | Boston Red Sox         |
| 1987     | Minnesota Twins (2)         | 4 - 3         | St. Louis Cardinals    |
| 1988     | L.A. Dodgers (6)            | 4 - 1         | Oakland Athletics      |
| 1989     | Oakland Athletics (9)       | 4 - 0         | San Francisco Giants   |
| 1990     | Cincinnati Reds (5)         | 4 - 0         | Oakland Athletics      |
| 1991     | Minnesota Twins (3)         | 4 - 3         | Atlanta Braves         |
| 1992     | Toronto Blue Jays           | 4 - 2         | Atlanta Braves         |
| 1993     | Toronto Blue Jays (2)       | 4 - 2         | Philadelphia Phillies  |
| 1994     | Non disputate               | Non disputate | Non disputate          |
| 1995     | Atlanta Braves (3)          | 4 - 2         | Cleveland Indians      |
| 1996     | New York Yankees (23)       | 4 - 2         | Atlanta Braves         |
| 1997     | Florida Marlins             | 4 - 3         | Cleveland Indians      |
| 1998     | New York Yankees (24)       | 4 - 0         | San Diego Padres       |
| 1999     | New York Yankees (25)       | 4 - 0         | Atlanta Braves         |
| 2000     | New York Yankees (26)       | 4 - 1         | New York Mets          |
| 2001     | Arizona Diamondbacks        | 4 - 3         | New York Yankees       |
| 2002     | Anaheim Angels              | 4 - 3         | San Francisco Giants   |
| 2003     | Florida Marlins (2)         | 4 - 2         | New York Yankees       |
| 2004     | Boston Red Sox (6)          | 4 - 0         | St. Louis Cardinals    |
| 2005     | Chicago White Sox (3)       | 4 - 0         | Houston Astros         |
| 2006     | St. Louis Cardinals (10)    | 4 - 1         | Detroit Tigers         |
| 2007     | Boston Red Sox (7)          | 4 - 0         | Colorado Rockies       |
| 2008     | Philadelphia Phillies (2)   | 4 - 1         | Tampa Bay Rays         |
| 2009     | New York Yankees (27)       | 4 - 2         | Philadelphia Phillies  |
| 2010     | San Francisco Giants (6)    | 4 - 1         | Texas Rangers          |
| 2011     | St. Louis Cardinals (11)    | 4 - 3         | Texas Rangers          |
| 2012     | San Francisco Giants (7)    | 4 - 0         | Detroit Tigers         |
| 2013     | Boston Red Sox (8)          | 4 - 2         | St. Louis Cardinals    |
| 2014     | San Francisco Giants (8)    | 4 - 3         | Kansas City Royals     |
| 2015     | Kansas City Royals (2)      | 4 - 1         | New York Mets          |
| 2016     | Chicago Cubs (3)            | 4 - 3         | Cleveland Indians      |
| 2017     | Houston Astros              | 4 - 3         | L.A. Dodgers           |
| 2018     | Boston Red Sox (9)          | 4 - 1         | L.A. Dodgers           |
| 2019     | Washington Nationals        | 4 - 3         | Houston Astros         |
| 2020     | L.A. Dodgers (7)            | 4 - 2         | Tampa Bay Rays         |
| 2021     | Atlanta Braves (4)          | 4 - 2         | Houston Astros         |
| 2022     | Houston Astros (2)          | 4 - 2         | Philadelphia Phillies  |
| 2023     | Texas Rangers               | 4 - 1         | Arizona Diamondbacks   |
| 2024     | L.A. Dodgers (8)            | 4 - 1         | New York Yankees       |

### Partecipazioni e vittorie
| Squadra               | Vittorie | Sconfitte | Presenze | %     | Ultima vittoria | Ultima presenza |
| --------------------- | -------- | --------- | -------- | ----- | --------------- | --------------- |
| New York Yankees      | 27       | 14        | 41       | 65,8% | 2009            | 2024            |
| St. Louis Cardinals   | 11       | 8         | 19       | 57,9% | 2011            | 2013            |
| Oakland Athletics     | 9        | 5         | 14       | 64,3% | 1989            | 1990            |
| Boston Red Sox        | 9        | 4         | 13       | 69,2% | 2018            | 2018            |
| San Francisco Giants  | 8        | 12        | 20       | 40,0% | 2014            | 2014            |
| L.A. Dodgers          | 8        | 14        | 22       | 36,4% | 2024            | 2024            |
| Cincinnati Reds       | 5        | 4         | 9        | 55,6% | 1990            | 1990            |
| Pittsburgh Pirates    | 5        | 2         | 7        | 71,4% | 1979            | 1979            |
| Detroit Tigers        | 4        | 7         | 11       | 36,3% | 1984            | 2012            |
| Atlanta Braves        | 4        | 6         | 10       | 40,0% | 2021            | 2021            |
| Chicago Cubs          | 3        | 8         | 11       | 27,2% | 2016            | 2016            |
| Baltimore Orioles     | 3        | 4         | 7        | 42,9% | 1983            | 1983            |
| Minnesota Twins       | 3        | 3         | 6        | 50,0% | 1991            | 1991            |
| Chicago White Sox     | 3        | 2         | 5        | 60,0% | 2005            | 2005            |
| Philadelphia Phillies | 2        | 6         | 8        | 25,0% | 2008            | 2022            |
| Cleveland Guardians   | 2        | 4         | 6        | 33,3% | 1948            | 2016            |
| New York Mets         | 2        | 3         | 5        | 40,0% | 1986            | 2015            |
| Houston Astros        | 2        | 3         | 5        | 40,0% | 2022            | 2022            |
| Kansas City Royals    | 2        | 2         | 4        | 50,0% | 2015            | 2015            |
| Miami Marlins         | 2        | 0         | 2        | 100%  | 2003            | 2003            |
| Toronto Blue Jays     | 2        | 0         | 2        | 100%  | 1993            | 1993            |
| Texas Rangers         | 1        | 2         | 3        | 33,3% | 2023            | 2023            |
| Arizona Diamondbacks  | 1        | 1         | 2        | 50%   | 2001            | 2023            |
| Washington Nationals  | 1        | 0         | 1        | 100%  | 2019            | 2019            |
| L.A. Angels           | 1        | 0         | 1        | 100%  | 2002            | 2002            |
| Tampa Bay Rays        | 0        | 2         | 2        | 0%    | —               | 2020            |
| San Diego Padres      | 0        | 2         | 2        | 0%    | —               | 1998            |
| Colorado Rockies      | 0        | 1         | 1        | 0%    | —               | 2007            |
| Milwaukee Brewers     | 0        | 1         | 1        | 0%    | —               | 1982            |
| Seattle Mariners      | 0        | 0         | 0        | —     | —               | —               |

## Accordi TV
Il servizio televisivo su Internet YouTube TV è diventato il primo presenting sponsor delle World Series, firmando un accordo di partnership che durerà dal 2017 al 2019.
Nel 2022, il fornitore di carte di credito Capital One ha firmato un accordo pluriennale per diventare il nuovo presenting sponsor delle World Series.